# 東區 (臺北地名)
東區，是位於臺灣台北市中心的行政區域，鄰近知名的商業區信義區和大安區。這個區域以其多元的文化氛圍、繁華的商業活動和便利的交通而聞名。東區擁有許多知名商場、購物中心和百貨公司，如台北101、誠品信義松菸店和微風廣場等，提供了各式各樣的購物和用餐選擇，吸引了大量的遊客和本地居民前來消費。此外，東區也是文化藝術的重要據點，有許多藝廊、文化中心和表演場地。附近還有許多知名的美食街和特色小吃店，提供了豐富的飲食體驗。無論是購物、文化、美食還是娛樂，東區都能滿足不同人群的需求，是台北市不可或缺的一部分。

## 歷史
東區是臺灣臺北市的一個行政區，位於市中心東側。該地區擁有豐富的歷史背景，從清代開始逐步發展至今。在清代時期，東區地區主要是農田和郊外地區，並未有大規模城市建設。當時的臺北城以艋舺為中心。隨著日本於1895年統治臺灣，東區逐漸開始有了城市建設。前日本臺灣總督府在臺北進行現代化建設，包括修建道路、興建政府機構和建立新的住宅區。東區成為了新興的商業和居民區之一。
1945年第二次世界大戰結束後，臺灣由日本交還給中華民國政府，東區的發展進入了新階段。隨著臺灣經濟的快速增長，東區成為了臺北市的商業和文化中心之一，許多商店、餐廳、劇院等在此設立。1980年代，知名的信義計畫區展開，進一步推動了東區的發展。這個計畫包括了興建台北101大樓等地標性建築物，使得東區成為了臺北市的代表性地區之一，也是國際知名的旅遊目的地之一。
總的來說，東區的歷史發展反映了臺北市和臺灣整體社會經濟變遷的過程，從農村地區到現代都市的轉變。